# KPPP
KPPP 是一個數據機和網路撥號程式。他的名稱來自 "KDE Point-to-Point Protocol"的縮寫 。

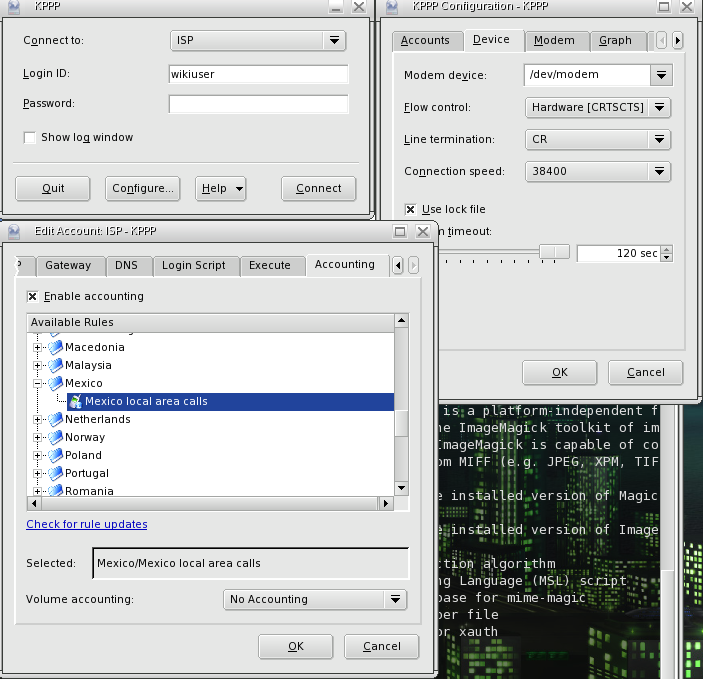
kppp的配置窗口

KPPP 通常是用於通過數據機和電話線連接到互聯網服務提供商，但它可以用在PPP協議是必要的其他情況下。

## 功能
- 電話帳單：可以幫助您管理您的電話帳單。
- 網絡配置： DNS、IP位址 ...
- 數據機設置：數量、設備的位置（例如 /dev/modem）
- 圖表表示通過連接接收和發送的封包。
- 提供了一個系統托盤圖標顯示閃爍燈，代表數據傳輸。

1. ↑  https://cgit.kde.org/kppp.git/tag/?h=v17.08.3.
2. ↑  . 2017年11月9日  [2019年8月3日].